# Japan Diamond Softball League
La Japan Diamond Softball League,  más conocida como JD.League, es la principal liga de sóftbol femenino de Japón. La liga se encuentra compuesta por 16 equipos repartidos en la East Division y en la West Division, con 8 equipos en cada una. La mayoría de los equipos pertenecen a las principales empresas japonesas.

## Historia
La primera liga nacional de sóftbol femenino fue establecida en 1968 como Japan Softball League.
La JD.League se fundó en 2022 y los 16 mejores equipos de la Japan Softball League se unieron a la nueva liga. Mientras tanto, la Japan Softball League convencional aún subsiste como una liga de nivel inferior de facto.

## Equipos
La JD.League está compuesta por 16 equipos divididos en dos divisiones con 8 equipos en cada una.
| Division | Equipo                         | Ciudad              | Fundación | Debut | Notas  |
| -------- | ------------------------------ | ------------------- | --------- | ----- | ------ |
| East     | Honda Reverta                  | Mooka, Tochigi      | 2001      | 2022  | [ 5 ]  |
| East     | Bic Camera Takasaki Bee Queen  | Takasaki, Gunma     | 2015      | 2022  | [ 6 ]  |
| East     | Taiyo Yuden Solfille           | Takasaki, Gunma     | 1984      | 2022  | [ 7 ]  |
| East     | Toda Medics                    | Toda, Saitama       | 1976      | 2022  | [ 8 ]  |
| East     | Hitachi Sundiva                | Yokohama, Kanagawa  | 1985      | 2022  | [ 9 ]  |
| East     | Ogaki Minamo                   | Ogaki, Gifu         | 2010      | 2022  | [ 10 ] |
| East     | NEC Platforms Red Falcons      | Kakegawa, Shizuoka  | 1983      | 2022  | [ 11 ] |
| East     | Denso Bright Pegasus           | Anjo, Aichi         | 1960      | 2022  | [ 12 ] |
| West     | Toyota Red Terriers            | Toyota, Aichi       | 1948      | 2022  | [ 13 ] |
| West     | Toyota Industries Shining Vega | Kariya, Aichi       | 1952      | 2022  | [ 14 ] |
| West     | Tokai Rika Cherry Blossoms     | Oguchi, Aichi       | 1979      | 2022  | [ 15 ] |
| West     | NSK Brave Bearies              | Konan, Shiga        | 1972      | 2022  | [ 16 ] |
| West     | SGH Galaxy Stars               | Kioto, Kioto        | 2005      | 2022  | [ 17 ] |
| West     | Shionogi Rainbow Stokes Hyogo  | Amagasaki, Hyogo    | 1949      | 2022  | [ 18 ] |
| West     | Iyo Bank Vertz                 | Matsuyama, Ehime    | 1985      | 2022  | [ 19 ] |
| West     | Takagi Kitakyushu Water Wave   | Kitakyushu, Fukuoka | 2017      | 2022  | [ 20 ] |

## Palmarés

### Japan Softball League (1968-2021)
La Japan Softball League era la principal liga de sóftbol femenino de Japón desde 1968 hasta 2021. A lo largo de su historia el equipo más laureado fue los Bic Camera Takasaki Bee Queen, con un récord de 14 títulos.
| Equipo                         | Títulos | Subcamp. | Años campeón                                                                       | Años subcampeón                          |
| ------------------------------ | ------- | -------- | ---------------------------------------------------------------------------------- | ---------------------------------------- |
| Bic Camera Takasaki Bee Queen  | 14      | 7        | 1990, 1995, 1997, 2002, 2003, 2005, 2008, 2009, 2013, 2015, 2017, 2019, 2020, 2021 | 1998, 2000, 2001, 2011, 2012, 2014, 2018 |
| Toyota Red Terriers            | 10      | 4        | 1969-O, 1970, 1974, 1984, 2010, 2011, 2012, 2014, 2016, 2018                       | 2009, 2013, 2015, 2021                   |
| Toyota Industries Shining Vega | 8       | 3        | 1994, 1996, 1998, 1999, 2001, 2004, 2006, 2007                                     | 1997, 2005, 2008                         |
| Kurabo                         | 8       | 0        | 1968-P, 1969-P, 1971-O, 1976, 1979, 1980, 1981, 1982                               | -                                        |
| Taiyo Yuden Solfille           | 6       | 4        | 1987, 1988, 1989, 1991, 1992, 1993                                                 | 1995, 1996, 2016, 2017                   |
| Takashimaya                    | 3       | 0        | 1971-P, 1972, 1983                                                                 | -                                        |
| Unitika                        | 2       | 0        | 1977, 1978                                                                         | -                                        |
| Hitachi Sundiva                | 1       | 5        | 2000                                                                               | 1994, 1999, 2003, 2006, 2010             |
| Denso Bright Pegasus           | 1       | 0        | 1986                                                                               | -                                        |
| NSK Brave Bearies              | 1       | 0        | 1985                                                                               | -                                        |
| Shionogi Rainbow Stokes Hyogo  | 1       | 0        | 1975                                                                               | -                                        |
| Daiwabo                        | 1       | 0        | 1973                                                                               | -                                        |
| Hirobo                         | 1       | 0        | 1968-O                                                                             | -                                        |
| Honda Reverta                  | 0       | 2        | -                                                                                  | 2019, 2020                               |
| Citrine Ichinomiya             | 0       | 2        | -                                                                                  | 2004, 2007                               |
| SGH Galaxy Stars               | 0       | 1        | -                                                                                  | 2002                                     |

- Equipos de la JD.League
- Equipos desaparecidos
- Los subcampeones se anotan solo después de 1994 cuando se adoptaron los playoffs de la postemporada.
- En 1968, 1969 y 1971, se celebraron el torneo de primavera (P) y el de otoño (O).

### JD.League (2022-presente)
- Actualizado el 19 de noviembre de 2023.

| Equipo                         | Títulos | Subcamp. | Años campeón | Años subcampeón |
| ------------------------------ | ------- | -------- | ------------ | --------------- |
| Bic Camera Takasaki Bee Queen  | 1       | 1        | 2022         | 2023            |
| Toyota Red Terriers            | 1       | 0        | 2023         | -               |
| Toyota Industries Shining Vega | 0       | 1        | -            | 2022            |